# Milnrow
Milnrow è un paese di 12.541 abitanti della contea della Greater Manchester, in Inghilterra, già comune dal 1974.